# Peter Kremtz
Peter Kremtz (Meißen, 26 de abril de 1940-Berlín, 23 de febrero de 2014) fue un deportista de la RDA que compitió en remo.
Participó en los Juegos Olímpicos de México 1968, obteniendo una medalla de plata en la prueba de cuatro con timonel. Ganó una medalla de oro en el Campeonato Mundial de Remo de 1966.

## Palmarés internacional
| Juegos Olímpicos   | Juegos Olímpicos          | Juegos Olímpicos | Juegos Olímpicos   |
| Año                | Lugar                     | Medalla          | Prueba             |
| ------------------ | ------------------------- | ---------------- | ------------------ |
| 1968               | Ciudad de México (México) | Medalla de plata | Cuatro con timonel |
| Campeonato Mundial |                           |                  |                    |
| Año                | Lugar                     | Medalla          | Prueba             |
| 1966               | Bled (Yugoslavia)         | Medalla de oro   | Dos sin timonel    |